# Форца д'Агро
Форца д'Агро (итал. Forza d'Agrò) је насеље у Италији у округу Месина, региону Сицилија.
Према процени из 2011. у насељу је живело 516 становника. Насеље се налази на надморској висини од 365 м.

## Становништво
Према резултатима пописа становништва 2011. у општини је живело 878 становника.
| 1936. | 1951. | 1961. | 1971. | 1981. | 1991. | 2001. | 2011. |
| ----- | ----- | ----- | ----- | ----- | ----- | ----- | ----- |
| 1.514 | 1.337 | 1.193 | 1.033 | 989   | 948   | 864   | 878   |